# 長谷川初範
長谷川 初範（はせがわ はつのり、1955年6月21日 - ）は、日本の俳優。愛称は「ショパン」。
北海道紋別市出身。北海道紋別北高等学校、横浜映画放送専門学院（現・日本映画大学）演劇科卒業。ケイダッシュ所属。

## 来歴
二人兄弟の長男。実家は商店で、道東一の売上を誇るスーパーマーケット「マート〆一」を営む裕福な家庭だった。映画好きの両親の影響を受け、幼稚園児の時から1人で映画館に出かけては、邦画や洋画を観る早熟な幼稚園児だった。小学生の時に観たアメリカ映画『愛情物語』（THE EDDYDUCHIN STORY、1956年、主演タイロン・パワー）でピアニストの主人公が奏でるショパンのノクターンの曲の美しさに、生まれて初めての衝撃を受ける。8歳より剣道を始め、小学4年から北海道代表として全国大会で活躍。
高校在学中にロータリークラブ交換留学生として米国オレゴン州ニューポート高校に1年間留学。レスリング選手として活躍し、芸術の分野でもニューポートコースト・アートフェスティバルの創作陶器部門で2位を受賞している。帰国後、北海道紋別北高等学校を卒業。米国南カリフォルニア大学入学の準備中に両親の離婚、実家の倒産などから渡米を断念。
1975年、映画監督・今村昌平が校長を務める横浜放送映画専門学院（現・日本映画大学）演劇科に入学。在学中に、テレビ朝日のバラエティ番組『みごろ!たべごろ!笑いごろ!』のプロデューサーにスカウトされ「長谷川 憬（）」名義で、番組内のドラマ『めざめれば秋』に出演するなど、テレビの仕事を経験する。演出家・藤田傳に見出され、今村昌平制作舞台『ええじゃないか』俳優座劇場で藤田弓子の相手役として抜擢される。この源次役を躍動感あふれる男として演じ、一躍注目された。この舞台が今村賞を受賞し、二期生として卒業する。
1978年、CX『飢餓海峡』（監督・浦山桐郎、今村昌平プロデュース）戸波刑事役で本格的にデビュー。1979年には、TBS系水曜劇場『熱愛一家・LOVE』で、石野真子の結婚相手となるトラック運転手役でレギュラー出演する。
1980年、特撮テレビドラマ『ウルトラマン80』（TBS）に主人公・矢的猛役で初主演。後に長谷川は、『80』までの昭和ウルトラシリーズと世界観がつながった2007年放送の『ウルトラマンメビウス』（CBC）にも、厳しいスケジュールを縫って同役に客演している。そのオファーに当たり、円谷プロダクションのプロデューサー・渋谷浩康から届いた「矢的先生への同窓会の招待状」としての熱い内容の手紙に、長谷川はいたく感動して出演を快諾したという。
1981年、脚本家・橋本忍に抜擢され、橋本プロダクション制作、東宝50周年記念映画『幻の湖』で映画デビュー。しかし、映画は1週間で公開を終えてしまうという、厳しい映画デビューとなる。その後もテレビ、映画を中心に活躍していたが、1980年代後半に重度の喘息で体調を崩し、2年間は治療に専念。そのため、この間は俳優業を制限して佐山聡が開いた「タイガージム」に通い、身体を鍛えることで喘息の克服に努めていた。当時の日本では喘息治療にステロイド薬剤の処方が認可されておらず、回復の糸口が見出しにくい状況にあったことが我流での回復法模索の動機になったと語っている。
1989年、芸名を「長谷川 ショパン」に改めたが、のちに再び「長谷川 初範」に戻す。
1990年、TBSハイビジョン作品『陰影礼賛』に主演。その年のインターナショナル ハイビジョンフェスティバルにてグランプリを受賞する。同年、Vシネマ『静かなるドン』で鳴戸竜二役を演じ、10年間に7本に出演。
1991年、『101回目のプロポーズ』に出演。記録的大ヒットとなったフジテレビの月9ドラマで、浅野温子の亡くなった婚約者、武田鉄矢演じる主人公の恋敵の二役で出演し、再び脚光を浴びる。以降、テレビドラマの他、映画、舞台、テレビのバラエティ番組など多彩な活躍を続けている。
2006年、国内では愛知万博でのみ公開された主演作『missing-pages』（制作：CHAGE、監督：Jerome Olivier）が全米各地で開催されている映画祭のショートフィルム部門において大反響を得て、14の映画祭で作品賞など賞に輝いた。また、イギリス、カナダでも受賞している。
2019年、北海道の民放5局とNHK札幌放送局による共同キャンペーン『One Hokkaido Project』のキャンペーンソングに参加。

## 人物
- アメリカ留学時にはROTARY-CLUBのイベント、州大会などのプレゼンターを務めている。
- 趣味は音楽鑑賞、映画鑑賞のほか、スキー、ボディボード、カメラ、旅行など多趣味。特に音楽鑑賞についてはロック、ジャズ、ブルース、クラシック、オペラなど趣味は幅広い。高校時代にロックバンドのボーカルをやっていたので、クリーム、ローリング・ストーンズの歌を得意とし、ギターで「サティスファクション」、ピアノ弾き語りでジョン・レノン「イマジン」なども歌う。映画の中でお気に入りは『ラスト サムライ』。
- 普段は自ら設計した山中湖にある山荘で薪割りや、庭木の世話をしている。酒は嗜まず、コーヒーを愛飲する。
- 既婚者であり、1984年生まれの息子がいる。

### スポーツ・格闘技歴
剣道
全国大会中学生の部優秀個人賞受賞。
関東大会個人優勝、北海道大会個人優勝他多数。
二段の腕前。
同郷の世界選手権優勝者である栄花直輝とも交流がある。1998年から伝説の剣道家中山博道から教えを受けた七五三掛保夫の主催する神奈川県川崎市の信道館道場に在籍している。
杖道
初段　1999年神奈川県初段の部代表で全国大会出場。
居合道
一級
レスリング
米国ニューポート高校レスリング部136パウンド代表選手として活躍。シーズン中は、全対校試合に出場。
修斗（シューティング）
1986年、元タイガーマスクの佐山聡主宰シューティングタイガージムに一年間ジム生として参加、特別講師のキックボクシング藤原敏男にも教えを請う。
空手
1987年 - 1991年日本空手道常心門少林流に在籍。同門には作家・今野敏がいる。
バスケットボール
1974年に実業団チームに所属して全道大会に選手として出場している。
スキー
一級
他にも2002年にはマウイマラソンに挑戦して完走。同年にはロサンゼルス上空からのスカイダイビングにも挑戦している。

## エピソード
- 音楽好きと名前との奇妙な一致か、ピアニスト役とショパンの楽曲には縁が深い。『101回目のプロポーズ』において、ショパン作曲「別れの曲」を弾くピアニスト役、またNHK朝の連続テレビ小説『純情きらり』でもショパン「革命」を弾くピアニスト西園寺公麿を演じている。日生劇場『チャイコフスキー心の旅』ではモスクワ音楽院院長でピアニストのニコライ・ルビンシテインを演じている。また2010年8月にはNHK教育テレビ『あなたもアーティスト 仲道郁代のピアノ初心者にも弾けるショパン』の生徒役に起用された。
- 『踊る!さんま御殿!!』には増田明美らと共にゲスト出演。明石家さんまが得意のトーク術を使って増田の恋愛話をうまく聞きだしている最中、他ゲストは増田の言動に注目していたが、長谷川はさんまのトーク術を傍から見ていて「（聞き出すのが）上手いな〜」と、笑いをこらえてさんまに言う。さんまは「こんな時に、冷静にトークの分析をしてる場合じゃおまへんで」と、長谷川に突っ込んだ。
- 安田美沙子の母親とは学生時代の同級生である。『熟年離婚』、『CAとお呼びっ!』で共演した安田が出演した2008年8月5日の『笑っていいとも!』のテレフォンショッキングのお友達紹介され、8月6日に出演した。

### 『ウルトラマン80』関連
- 1979年放映のテレビドラマ『熱愛一家・LOVE』で石野真子の相手役で出演していた長谷川を観たプロデューサーによって『80』の主役候補に選ばれた[8]。面接に呼ばれたものの、長谷川自身はどういった作品の面接なのか聞かされておらず、プロデューサーの満田かずほに「これは何のドラマの面接なんでしょう?」と尋ねると「君は知らないで来てるのか? ウルトラマンだよ!」と答えられ、その時点で初めてウルトラマンの主演を選ぶための面接だと知ったという[8][12]。
- 『80』では、初期の教師編が自身のキャラクターに合っていて好きだったといい[13][12]、先生という設定に魅力を感じて仕事を引き受けた部分もあったので、路線変更のあおりで終わってしまったのは残念だったと述べている[13]。
- ウルトラマン80がウルトラ兄弟に入ったかどうかのインタビューで、のちに「ウルトラ兄弟には入っていないと思う。そういうエリート集団に入らない生き方もいいのではないか」という旨のコメントをしている[14]（インタビュー後のシリーズ展開で、80は正式にウルトラ兄弟に加入していると公式に設定されている）。

## 出演

### テレビドラマ
NHK
- 土曜ドラマ
  - 城山三郎シリーズ 素直な戦士たち（1979年）
  - 一橋桐子の犯罪日記 第3話（2022年） - 福森茂
- ドラマ人間模様
  - 恋の華 白蓮（1985年） - 宮崎竜介
- 銀河テレビ小説 / 父からの贈りもの（1985年）
- 真田太平記（1985年 - 1986年） - 杉本主馬
- 大河ドラマ
  - 翔ぶが如く （1990年） - 井上馨
  - 太平記（1991年） - 西園寺公宗
  - 花の乱（1994年） - 一色治部少輔
  - 葵 徳川三代（2000年） - 前田利長
- 連続テレビ小説
  - ええにょぼ（1993年）
  - 春よ、来い（1995年） - 郷田昌弘
  - 純情きらり（2006年） - 西園寺公麿
- 放送記者物語（1995年）
- ドラマ新銀河 / 元気をあげる〜救命救急医物語（1996年）
- 憲法はまだか（1996年） - 白洲次郎
- 笑う三人姉妹 第1週「幸せは冷蔵庫の残りもの」（2005年） - 大林哲男
- 行列48時間（2009年） - 古久根隆
- 君たちに明日はない（2010年） - 大橋光宏
- 離婚同居（2010年） - 若尾社長
- てのひらのメモ（2010年） - 城園茂太郎
- 花咲くあした（2014年、NHK BSプレミアム） - 早乙女智之
- 紙の月（2014年） - 岩田洋二
- 鼠、江戸を疾る2 第3話「馬鹿と毒薬」（2016年） - 久兵衛
- 不惑のスクラム（2018年） - 中岡剛
- 宙わたる教室（2024年） - 伊之瀬嘉之[15]
- 雲霧仁左衛門ファイナル（2025年）[16]

日本テレビ
- 俺たちの祭（1977年 - 1978年） - 「新樹」研究生[注釈 1]
- 木曜ゴールデンドラマ / 受験戦争1983（1983年）
- 火曜サスペンス劇場
  - 冷ややかな情死（1984年） - 旗典夫
  - 盲点（あな）（1984年）
  - 描かれた女 （1985年）
  - 眠れぬ夜の悪魔（1986年）
  - 猫に憑かれた花嫁（1987年）
  - 殺意の爪（1989年） - 窪田
  - 京都大石殺人街道（1992年）
  - 森村誠一の怒りの樹精（1992年）
  - 私は殺していない 義父に犯された娘の尊属殺人（1992年）
  - 警部補 佃次郎13 孤独のゆくえ（2001年） - 中本明
  - 妻殺し （2001年） - 山村孝之弁護士
- 花姉妹（1986年 - 1987年）
- 銭形平次 第28話「十手返上」（1987年） - 幸助
- 水曜グランドロマン / ハラスのいた日々（1989年）
- 時代劇スペシャル / 炎の如く 吉田松陰（1991年） - 久坂玄瑞
- 八百八町夢日記スペシャル みちのく忠臣蔵（1991年） - 南部利勝
- 海の夕映え 最後の海軍大将・井上成美（1992年） - 堀悌吉
- ニュースなあいつ（1992年） - 井波俊二
- ドラマシティ'92 / 家族さがし
- 教師夏休み物語（1992年） - 永谷英輔
- ドラマシティ'93 / あの頃のあなたへ（1993年）
- 嘘でもいいから（1993年） - 岩城一成
- ザ・ワイドショー（1994年） - 木田三郎
- 終らない夏（1995年） - 藤野貴志
- 銀狼怪奇ファイル（1996年） - 柳沢啓吾
- 透明人間（1996年）
- 金田一少年の事件簿（1996年） - 速水雄一郎
- 聖龍伝説 第6話「母と対面! 嵐を呼ぶ記憶封印!! 最強の敵三鬼神」 - 王将鬼
- 三姉妹探偵団（1998年） - 三崎警部
- ピーチな関係 （1999年）
- 駄目ナリ! （2004年） - 加賀谷雅夫
- CAとお呼びっ! 第11話「幸せのゆくえ!!」（2006年） - 小野寺取締役常務
- 有閑倶楽部（2007年） - 蔵田校長
- 夢をかなえるゾウ（男の成功篇）（2008年） - 本城敏彦
- ダンダリン 労働基準監督官 第7話「働くことの壁とは…ダンダ化できない指導係」（2013年） - 竹光正
- ST 赤と白の捜査ファイル 第6話「女医監禁の裏に医療ミスの秘密!」（2014年） - 大越隆太郎
- ワイルド・ヒーローズ（2015年） - 瀬川努
- 崖っぷちホテル!（2018年） - 小山内幸夫
- 臨床犯罪学者 火村英生の推理2019「ABCキラー」編（2019年） - 鹿田弘至
- 俺の話は長い（2019年） - 檀野義明
- 夫婦が壊れるとき（2023年） - 大庭学 役[17]
- 弁護士 六角心平 京都殺人事件簿（2025放送予定） - 山根和幸 役[18]

TBS
- 熱愛一家・LOVE（1979年） - 長谷川和夫
- ウルトラシリーズ - 矢的猛
  - ウルトラマン80（1980年 - 1981年）主演
  - ウルトラマンメビウス 第41話「思い出の先生」（2007年）
- ポーラテレビ小説 / 発車オーライ（1981年） - 植村潤一郎
- 花王愛の劇場
  - 妻の定年（1983年） - 長沢了介
  - 母さん、家においでよ（1986年）
- 大岡越前 第9部 第23話「兵助に隠し子がいた!」（1986年） - 市太郎
- 水戸黄門第17部 第11話「命に替えた正義の剣 -膳所-」（1987年） - 瀬田正吾
- 陰影礼賛 In Prais of Shadows（1990年） - 主演
- 忠臣蔵（1990年） - 大高源五
- 月曜ドラマスペシャル
  - 城ヶ島殺人旅情（1992年）
  - 精神外科医 心の眼で治したい!（1992年）
  - タクシードライバー咲坂都2 走るアリバイ（1996年） - 咲坂圭介
- 東芝日曜劇場 / カラオケ純情物語（1992年）
- 誰にも言えない - 森岡真一
- 夏!デパート物語（1995年）
- わたしってブスだったの?（1993年） - 真鍋克彦
- 揺れる想い（1995年） - 矢島慎司
- 夏!デパート物語（1995年）
- WHO!?（1997年）
- ひとりぼっちの君に（1998年） - 篠木省二
- サラリーマン金太郎2 （2000年） - 水谷高志
- ヨイショの男（2002年） - 津村隆介
- こちら本池上署（2004年） - 平田春郎
- 女系家族（2005年） - 坂上道彦
- 月曜ミステリー劇場 / ざこ検事 潮貞志の事件簿3 （2005年） - 武藤検事
- ですよねぇ。（2006年） - 沖川
- 特命!刑事どん亀 第7話「姿なき爆弾魔」（2006年） - 小山直行
- ひまわり〜夏目雅子27年の生涯と母の愛〜（2007年） - 福田陽一郎
- ヤマトナデシコ七変化 第4話「結婚なんてさせねェ」（2010年） - 中原タケルの父親
- 月曜ゴールデン
  - 税務調査官・窓際太郎の事件簿23（2011年） - 元村幸喜
  - 上条麗子の事件推理10（2012年） - 胡桃沢正義
  - 信濃のコロンボ〜死者の木霊〜（2013年10月7日） - 福島太一郎
  - 刑事夫婦2（2016年3月7日） - 大曽根良治
- このミステリーがすごい! ベストセラー作家からの挑戦状「残されたセンリツ」（2014年） - 美能忠邦
- シメシ（2015年7月13日） - 大前田康弘
- 月曜名作劇場 / 犯罪資料館 緋色冴子シリーズ『赤い博物館』（2016年） - 緋色賢二
- ファイナルファンタジーXIV 光のお父さん（2017年4月 - 5月） - 大野肇

フジテレビ
- 飢餓海峡（1978年） - 戸波刑事
- 本郷菊坂赤門通り（1981年）
- 夫婦は夫婦 / 離婚届（1981年）
- 君は海を見たか（1982年） - 村木文雄
- 流れ星佐吉 第14話「岡ッ引き首ッたけ大弱り」（1984年）
- 月曜ドラマランド / うっふんレポート 宇宙女子高校生ミューの大冒険（1984年）
- 金曜女のドラマスペシャル
  - 南海幻想（1985年）
  - 青葉城恋歌殺人事件 （1987年）
- 夏樹静子サスペンス / 突然の朝（1986年）
- 世にも不幸な物語（1990年）
- 男と女のミステリー 時代劇スペシャル / 残月の決闘（1991年） - 土橋欽之助
- 世にも奇妙な物語
  - 着せ替え人形（1991年） - 山本係長
  - 替え玉（1991年）
  - 奇跡を呼ぶ男（1992年） - 主演・渡ジョー
  - 冬の特別編 / 私の赤ちゃん（1992年） - 義彦
  - ナデ様の指輪（2010年） - 大泉誠一郎
- 101回目のプロポーズ（1991年） - 真壁芳之、藤井克巳（二役）
- しあわせの決断（1992年） - 砂田智明
- 大人は判ってくれないきっとひとりで歩いていける（1992年）
- 金曜ドラマシアター / 香港迷宮行（1992年7月、フジテレビ）
- ウーマンドリーム（1992年10月 - 12月、関西テレビ） - 坂崎
- '93新春ギャグドラマ！天国に一番近い病院（1993年1月）
- じゃじゃ馬ならし（1993年） - 伊部真
- 振り返れば奴がいる 最後の戦い （1993年） - 尾上
- 警部補 古畑任三郎 第7話「殺人リハーサル」（1994年） - 城田春彦
- 金曜エンタテイメント
  - 赤いドレス殺人事件（1994年）
  - 腕まくり看護婦物語4 慕情編（1995年） - 水上晋次
  - 寿司、食いねェ!4 〜冬の京都・出張握で夫婦大ピンチ!!（1997年） - 小林弘文
  - 獣医・佐久間亜里 ペット誘拐殺人事件（1998年） - 荒木弁護士
  - 地獄の花嫁シリーズ - 佐野功一
    - 地獄の花嫁 ネットストーカー連続殺人の罠! （1999年）
    - 地獄の花嫁2 ウェディングドレス殺人 亡霊の復讐（2001年） - 佐野功一
    - 地獄の花嫁3 殺意のジューンブライド（2002年） - 佐野功一
    - 結婚相談員・末永卯月の推理案内状 地獄の花嫁4（2003年） - 佐野功一
    - 結婚相談員・末永卯月の推理案内状 地獄の花嫁5 …ジューンブライドは悲劇の序章（2004年） - 佐野功一

  - 園長先生は名探偵（2006年） - 国分警部
- 僕らに愛を!（1995年） - 高見耕一
- 走れ公務員!（1998年） - 沼田孝文
- こいまち / 新潟十日町編 （1999年）
- ムコ殿（2001年） - 村瀬役
- 傷だらけのラブソング（2001年） - 尾崎喜隆
- 愛のソレア（2004年） - 久我耕作
- トップキャスター 第8話「恋するふたり」（2006年） - 沼田理事長
- 花衣夢衣（2008年） - 沢木圭二郎 役
- 赤い霊柩車24 死者からの贈り物（2009年） - 大石大輔
- GTO 完結編〜さらば鬼塚! 卒業スペシャル〜（2013年） - 三橋教授
- あすなろ三三七拍子 第7話「応援団は家族を不幸にします!…なぜ?」（2014年） - 森田幸作
- スタンドUPスタート（2023年） - 御手洗裕二 役[19]

テレビ朝日
- 特捜最前線
  - 第362話「疑惑II 女捜査官の追跡!!」（1984年） - 啓一
  - 第412話「OL・横浜ラブストーリー!」（1985年）
  - 第436話「殺人警官・44000人の容疑者!」（1985年） - 岡崎警官
- 土曜ワイド劇場
  - 牟田刑事官事件ファイル3 見合い旅行殺人事件（1985年） - 竹下
  - 婚約者殺し（1988年） - 友部晃
  - 大密室殺人事件III（1992年） - 名取輝夫
  - 殺人適齢期（1992年） - 武内玲児
  - 遠野殺人事件 東京 - みちのく民話の里（1992年）
  - 事件（1993年） - 宮内辰造
  - タクシードライバーの推理日誌 昼下がりの危険な乗客（1993年） - 鐘先史朗
  - 街角の切り花（1994年） - 倉本勝也
  - 法医学教室の事件ファイル 死体が2度動く!?…（1995年） - 草野裕介
  - 私を信じて!（1997年） - 堀田道夫
  - 西村京太郎トラベルミステリー 高山本線殺人事件 特急ひだ5号で狙われた女（2003年） - 原田治
  - 京都のテミス女裁判官（2003年） - 松宮忠則
    - 京都のテミス女裁判官2（2004年） - 松宮忠則

  - 火災調査官・紅蓮次郎 完全密室無人出火のトリック（2004年） - 梨田中隊長
  - 京都再婚旅行殺人事件（2005年） - 杉原太郎
  - 弁護士・森江春策の事件3（2011年） - 片山郁夫
  - 特別企画 / スペシャリスト2（2014年） - 恩知由紀彦
- 六本木ダンディー おみやさん 第6話「少女をワイセツ行為にハメた殺人事件」 - 星野和彦
- 三匹が斬る! 第19話「春一番! 旗本三悪人ころし節」（1988年） - 唐木藩主
- 10年目のクリスマス・イブ（1991年）
- 本当にあった怖い話 / ママが死んだ夜…（1992年）
- ホテルドクター 第6話「過去から来た男」第7話「怪しい女装客の秘密」（1993年）
- セールスレディは何を見た（1993年） - 北野洋次
- 女検事の捜査ファイル（1993年） - 寺尾洋介
- 金魚のフン（1996年） - 広沢課長
- はみだし刑事情熱系PART4（1999年 - 2000年） - 藤波管理官
- OL銭道（2003年） - 田森信彦
- 霊感バスガイド事件簿 第7話「夜泣くオフィス」 - 江藤和生
- 熟年離婚（2005年） - 佐竹一郎
- 太閤記〜天下を獲った男・秀吉（2006年） - 丹羽長秀
- 女帝（2007年） - 袴田吉蔵
- 相棒
  - 相棒 season6 第5話「裸婦は語る」（2007年） - 立花隆平
  - 相棒 season18 第11話「ブラックアウト」（2020年） - 蓮見恭一郎
- 赤川次郎ミステリー 4姉妹探偵団　第3話「真理のお見合い」（2008年） - 西崎敦夫
- インターホン症候群の女・他人の生活を覗きたがる主婦の秘密（2008年） - 岡島警部補
- 女刑事ふたり〜赤い月連続殺人!!（2008年） - 長井圭一
- アンタッチャブル〜事件記者・鳴海遼子〜File.9（2009年） - 大川刑事
- 女帝 薫子第五夜「銀座ホステス、禁断の恋!!」（2010年） - 奈良岡茂雄
- さすらいの女弁護士 山岸晶（2010年） - 真島博之
- アスコーマーチ〜明日香工業高校物語〜（2011年） - 玉木誠一
- 遺留捜査 最終話「消えた遺留品」（2011年） - 斎田修署長
- 科捜研の女
  - 科捜研の女SEASON 1 第6話 - 第8話（1999年） - 篠田正幸
  - 科捜研の女SEASON 12 第2話「枯山水殺人!作られた密室、描き直した紋様の秘密…」（2013年） - 布施秋霜
  - 科捜研の女SEASON 17 第4話「殺人交響曲/マリコの殺人コンサート!?火を放つ指揮棒と小麦の謎」（2017年） - 海東柊一郎
  - 科捜研の女SEASON 20 最終話「被疑者:土門薫/史上最強の敵、現る〜マリコVS殺人容疑者土門！最新科学の盲点をついた密室トリック20時間の罠」（2020年） - 中塚弘文
  - 科捜研の女SEASON 23 第3話（2023年） - 郡司武士[20]
- 最も遠い銀河（2013年） - 山本刑事課長
- 刑事7人 第6話「真夏の復讐殺人!?残1時間の命」（2015年） - 高堂隼人
- ドラマスペシャル / 所轄魂（2015年） - 渋井和夫
- ドラマスペシャル / 狙撃（2016年） - 嶋壮一
- 日曜プライム / 法医学教室の事件ファイル44（2018年） - 小山田耕一
- 刑事アフター5（2020年） - 九路五月の父親
- ドラマスペシャル / 鉄道捜査官19（2021年） - 楠木孝蔵
- 誘拐の日（2025年） - 七瀬富雄[21]

テレビ東京
- 大江戸捜査網 第565話「妖艶やわ肌刺青針」（1982年） - 直吉
- 月曜・女のサスペンス / 霧の岬（1990年）
- 付き馬屋おえん事件帳スペシャル 女郎蜘蛛の挑戦（1992年） - 七三郎
- 聖夜に逢いたい（1997年）
- 京都府人権特番 / 誇り高き男 （2000年）
- 女と愛とミステリー / 芸能記者・柳田信吉の挑戦 スター誕生殺人事件（2003年） - 牧祐介
- 水曜ミステリー9
  - 検察官キソガワ 正義と真実の検事がいる!（2005年） - 横澤完
  - 犯罪科学分析室 電子の標的（2015年） - 曽根慶三
- 死化粧師 エンバーマー間中心十郎episode 10「父が遺した音」（2007年） - 宇田川英仁
- 刑事・鳴沢了〜史上最悪の24時間〜（2010年） - 川端博仁
- たべるダケ 第9話「お刺身定食」（2013年） - 長谷川さん
- 三匹のおっさん（2017年） - 中尾圭介
- 月曜プレミア8
  - 内田康夫サスペンス 浅見光彦 軽井沢殺人事件（2022年） - 小瀬木博信 役[22]

WOWOW
- チルドレン（2006年） - 青木良平
- 長い長い殺人（2007年） - 三木巌

関西テレビ
- 銀座黒猫物語 第1話 煉瓦亭編（2020年7月17日） - 煉瓦亭店主

その他
- 鬼平犯科帳 SEASON1 本所・桜屋敷（2024年1月8日、時代劇専門チャンネル） - 高杉銀平 役[23]

### 映画
- 幻の湖（1982年、東宝） - 倉田
- ザ・レイプ（1982年、東映） - 井上宏
- 南極物語（1983年、日本ヘラルド映画=東宝） - 鶴田隊員
- セカンド・ラブ（1983年、東映） - 山野
- ゴンドラ（1987年、OMプロダクション）
- JINGI 仁義（1991年、東映） - 大野
- 地獄の警備員（1992年、アテネ・フランセ文化センター） - 兵藤哲朗
- 結婚「佐藤・名取御両家篇」（1993年、松竹） - 谷口
- 国会へ行こう!（1993年、東宝） - 二村明彦
- 超能力者 未知への旅人（1994年、東映） - 田村
- ガメラ 大怪獣空中決戦（1995年、東宝） - 佐竹一等陸佐
- 極道の妻たち 赫い絆（1995年、東映） - 兵頭明
- クレイジー・コップ 捜査はせん!（1995年、タキコーポレーション） - 村雨
- 藏（1995年、東映） - 田乃内正博
- 復讐の帝王（1995年、シネマパラダイス） - 増岡隆二
- どチンピラ（1995年、セイヨー） - 大杉
- DOOR III（1996年、彩プロ） - 吉岡
- スーパースキャンダル（1996年、エースピクチャーズ） - 白石裕次郎
- ガメラ2 レギオン襲来（1996年、東宝） - 佐竹一等陸佐
- 北京原人 Who are you?（1997年、東映） - 桑沢
- イノセントワールド（1998年、東北新社=ゼアリズ） - 珠泉道隆
- 静かなるドン THE MOVIE（2000年、ケイエスエス） - 鳴戸竜次
- 修羅のみち4 北九州代理戦争（2002年、東映ビデオ） - 若宮卓次
- 白い船（2002年、ゼアリズエンタープライズ） - 教頭先生
- HAZAN（2004年、映画『波山』製作委員会） - 新納忠之介
- ロード88 出会い路、四国へ（2004年、ギャガ・コミュニケーションズ） - 伴野一郎
- missing-pages（2005年、ロックダム） - 主演[注釈 2]
- 燃ゆるとき（2006年、東映） - 小田島武史
- ミラクルバナナ（2006年、『ミラクルバナナ』製作委員会） - 大澤富雄
- I am. アイ・アム（2006年、『アイ・アム』制作委員会） - 江成院長
- うん、何?（2008年、護縁） - 杉谷幹夫
- 特命係長 只野仁 最後の劇場版（2008年、松竹） - 安西虎彦
- 私のなかの8ミリ（2009年、モブキャスト）
- さまよう刃（2009年、東映） - 島田
- 沈まぬ太陽（2009年、東宝） - 航空管制官
- BANDAGE バンデイジ（2010年、東宝）
- いのちの山河〜日本の青空II〜（2010年、『日本の青空II』製作委員会） - 主演・深沢晟雄
- ウルトラマンゼロ THE MOVIE 超決戦!ベリアル銀河帝国（2010年、松竹） - ウルトラマン80の声
- TAKAMINE 〜アメリカに桜を咲かせた男〜（2011年、ムービートマト） - 主演・高峰譲吉
- 私の叔父さん（2012年、マジカル）
- 忍道-SHINOBIDO-（2012年、ジョリー・ロジャー）
- 今日、恋をはじめます（2012年、東宝） - 日比野庄一郎
- 渾身 KON-SHIN（2013年、松竹） - 吉田忠治
- バナナvsピーチまつり（2013年）
  - 共犯者たち - 主演（MeriiとW主演）
  - ウインターズ・レコード - 主演（MeriiとW主演）
- 樹海のふたり（2013年、アーク・フイルムズ） - 制作会社社長
- 物置のピアノ（2014年、『物置のピアノ』製作委員会） - 小林健治
- アルプス女学園（2014年、トリプルアップ）
- アルビノの木（2016年、マコトヤ）
- HiGH&LOW THE RED RAIN（2016年）
- 真白の恋（2017年、エレファントハウス） - 渋谷晴臣
- 破裏拳ポリマー（2017年、KADOKAWA） - 土岐田恒
- しあわせのマスカット（2021年、BS-TBS） - 源吉兆庵社長
- リング・ワンダリング（2022年、ムービー・アクト・プロジェクト） - 銀三

### オリジナルビデオ
- ふれんず・らぶ（1985年、東映ビデオ）
- 国連情報監視団 エンジェルターゲット 殺戮天使（1991年、クラリオンソフト） - 雨宮
- 静かなるドンシリーズ（ケイエスエス） - 鳴戸竜次
  - 静かなるドン（1991年）
  - 静かなるドン2（1992年）
  - 静かなるドン3（1992年）
  - 静かなるドン4（1993年）
  - 静かなるドン7（1995年）
  - 静かなるドン8（1995年）
  - 静かなるドン9（1996年）
  - 静かなるドン10（1996年）
- ダーティ・ブルー 復讐の熱帯夜（1992年、ジャパンホームビデオ）
- 詐欺師烈伝 これがパクリだ!（1994年、SHSプロジェクト）
- 野望金融 大阪死闘篇（1995年、大映）
- 濡れ事師（1995年、ギャガ・コミュニケーションズ） - 主演・青木大介
- 野獣 地獄からの生還（1995年、バップ）
- 拳鬼（1995年、大映）
- 本気! 4 抗争篇（1995年、日本映像）
- 仁義9 死神の復讐戦争（1996年、日本映像） - 小田切
- 難波金融伝 ミナミの帝王15 トイチの身代金（2000年、ケイエスエス）

### Webドラマ
- ウルトラギャラクシーファイト 大いなる陰謀（2020年） - ウルトラマン80の声[24]
- ウルトラギャラクシーファイト 運命の衝突（2021年 - 2022年、ウルトラマン80の声）

### WEB映画
- クレイジークルーズ（2023年11月16日、Netflix） - 久留間宗平 役[25][26][27]

### 舞台
- 朝に死す（1976年、事立社）
- ええじゃないか（1977年、俳優座）
- おもろい女（1979年、芸術座、名古屋中日ホール）
- 三島由紀夫 近代能楽集 葵上（1988年、三百人劇場）
- 流転（1989年、三百人劇場）
- ラヴ・レターズ（1998年、パルコ劇場）
- 泣いたらあかん（1999年、新歌舞伎座）
- ラヴ・レターズ（2002年、パルコ劇場）
- ラストノート（2003年、博品館劇場）
- 双頭の鷲（2007年、パルコ劇場、梅田芸術劇場 他）
- チャイコフスキー 心の旅（2007年、日生劇場）
- 愛、時を越えて 遙かなる時空の運命（さだめ）（2010年、松竹）
- 銀河英雄伝説 第一章 銀河帝国編（2011年、青山劇場） - フリードリヒ4世
- テンペスト（2014年） - アントーニオ
- No.9 -不滅の旋律-（2015年） - ヴィクトル・ヴァン・ハスラー 役
  - No.9 -不滅の旋律-〈再演〉（2018年） - ヴィクトル・ヴァン・ハスラー 役
  - No.9 -不滅の旋律-〈再々演〉（2020年12月13日 - 2021年1月7日（※12月31日はABEMA 、イープラスからライブ配信もあわせて行う。[28][29]）、TBS赤坂ACTシアター / 【11月、オーストリア・ウィーン（フォルクス劇場）※ベートーヴェン生誕250周年の記念公演として開幕が予定されていたが、新型コロナウイルスの感染状況を考慮し公演中止となった。[30]】） - ヴィクトル・ヴァン・ハスラー 役
  - No.9 -不滅の旋律-〈再々々演〉（2024年12月21日 - 2025年2月2日） - ヴィクトル・ヴァン・ハスラー 役[31]
- キューティ・ブロンド（2017年） - キャラハン[32]
- 夜への長い旅路（2023年、すみだパークシアター倉） - ジェイムズ[33]
- The Great Gatsby 2023（2023年、近鉄アート館 他）[34]
- メイジ・ザ・キャッツアイ（2024年、明治座） - ミケール・ハインツ、活弁士、クラナッフ・ハインツ、袴田一太郎（4役）[35][36]
- ヒストリーボーイズ（2024年、あうるすぽっと）- 校長[37]
- ドリームハイ（2025年、シアターH） - 校長先生 役[38]

### 劇場アニメ
- 魔法の剣 キャメロット（1999年） - アーサー王

### ゲーム
- the FEAR（2001年） - 奥山秀明

### PV
- ASIAN KUNG-FU GENERATION「藤沢ルーザー」（2008年）
- One Hokkaido Project「私たちの道」（2019年、参加作品）[39]

### バラエティ
- みごろ!たべごろ!笑いごろ! / めざめれば、秋（1977年、テレビ朝日） - 藤川次郎[注釈 1]
- クイズ地球まるかじり（TX） - レポーター [注釈 3]
- それいけ!!ココロジー（1991年4月 - 1992年3月、NTV） - ナビゲーター [注釈 4]
- 日本史サスペンス劇場（2008年、NTV） - 「歴史ドラマ」 大石内蔵助、脇坂淡路守
- 出発!ローカル線 聞きこみ発見旅

### 情報番組
- ごちそうさま（1996年4月 - 1998年3月） - レギュラー
- OH!エルくらぶ（1996年4月 - 1997年3月） - 司会（レギュラー）
- りんごっこ（1997年4月 - 10月、読売テレビ） - ナビゲーター
- 昼あがり!どまんなか（1999年 - 2003年、KTV） - 司会
- 趣味どきっ!「はじめてのスマホ バッチリ使いこなそう」（NHK Eテレ、2016年6月・7月期） - 生徒役

### ドキュメンタリー
- 地中海沿岸紀行 「モロッコ」「スペイン」（2006年、旅チャンネル）
- あなたもアーティスト 仲道郁代のピアノ初心者にも弾けるショパン（2010年8月 - 10月、NHK教育）
- 欧州鉄道の旅（BSフジ） - ナレーション

### CM
- 日産自動車 ターボは日産 (兄妹編)
- AGF コーヒーギフト
- 日興證券
- サントリー 健康系カテキン式
- セイコーマート - 北海道ローカル
- P&G ファブリーズ

### 玩具
- ウルトラレプリカ メビウスブレス -ULTRA BROTHERS EDITION-（2024年3月）

## 音楽
シングル
- 笑って!／想い出はワインを飲みほして（1980年、オレンジハウスレコード）
- 私たちの道（2019年、 WESS RECORDS、参加作品）※One Hokkaido Project名義[11]